# Elkton, Oregon
Elkton är en ort i Douglas County i Oregon. Vid 2010 års folkräkning hade Elkton 195 invånare.